# Joaquim Pujol
Joaquim Pujol Simón (Bañolas, Gerona; 21 de mayo de 1946) es un arquitecto y exdeportista olímpíco español. Campeón y plusmarquista de España de natación, participó en Tokio 1964. Ha sido directivo de la Federación Española (RFEN) y de la Internacional (FINA).
De su trabajo como arquitecto destacan las obras para grandes eventos deportivos acuáticos, como el Estadio Olímpico Acuático de Río 2016, la piscina del Campeonato Mundial de Waterpolo de Barcelona 2003 y las instalaciones del Campeonato Mundial de Natación de Madrid 1986, por las que recibió la medalla de plata del Premio COI/IAKS. 

## Biografía

### Trayectoria deportiva
Especialista en estilo mariposa, se formó en el Club Natació Banyoles y en 1971 pasó al Club Natació Barceloneta. Fue campeón de España de 200 m mariposa en 1965 y en relevos 4 × 100 m estilos con la selección catalana en cuatro ocasiones (1961, 1965, 1969 y 1971). A lo largo de su carrera estableció varios récords nacionales y logró también seis campeonatos de Cataluña.
Fue internacional en 32 ocasiones con España. Ganó una medalla de bronce en los 200 m mariposa en los Juegos Mediterráneos de Nápoles 1963. Un año más tarde participó en los Juegos Olímpicos de Tokio, sin superar la eliminatoria preliminar en las pruebas de 200 m mariposa y 4 × 100 m estilos.

### Como directivo
En 1977 se incorporó a la Real Federación Española de Natación, de la que llegó a ser vicepresidente. Fue el máximo responsable de la comisión técnica de waterpolo de la RFEN durante diez años. También ha formado parte de la directiva de la Federación Internacional de Natación, donde ha presidido el comité técnico de waterpolo (1992-1996) y el comité de instalaciones.

### Como arquitecto
Pujol se graduó como arquitecto en 1973 en la Escuela Técnica Superior de Arquitectura de Barcelona (ETSAB). En 1975 fundó con José Miguel Pérez de Arenaza el Estudio Altis y en 1996 creó su propio estudio, Pujol Arquitectura.
Especializado en arquitectura deportiva y recreativa, entre sus obras destacan:
- Centro de Natación M-86 en Madrid, para el Campeonato Mundial de Natación de 1986;
- Multiusos Fontes do Sar en Santiago de Compostela (con Xosé Manuel Casabella), en 1996;
- Piscinas de Son Hugo en Palma de Mallorca, para la Universiada de 1999;
- Piscinas de Radès en Túnez (con Riadh Bahri), para los Juegos Mediterráneos de 2001;
- Pabellón Multiusos Sánchez Paraíso en Salamanca (con Xosé Manuel Casabella), para la Capital Europea de la Cultura 2002;
- Piscina del rompeolas del Club Natació Barcelona, para la competición de waterpolo de Campeonato Mundial de Natación de 2003;
- Pabellón Polideportivo de Radés en Túnez (con Riadh Bahri), para el  Campeonato Mundial de Balonmano Masculino de 2005;
- Palacio Acuático de Bakú, en Azerbaiyán, para los Juegos Europeos de 2015;
- Estadio Olímpico Acuático en Río de Janeiro (con AECOM Ltd), para los Juegos Olímpicos de 2016.

## Premios y reconocimientos
- Premio Nacional de Arquitectura Deportiva, otorgado por el Consejo Superior de Deportes (2001)